# كينزي أندرسون
كينزي أندرسون (بالإنجليزية: Kinsey Anderson)‏ (و. 1926 – 2012 م) هو فيزيائي من الولايات المتحدة الأمريكية . ولد في بريستون (مينيسوتا).
وكان عضواً في الأكاديمية الوطنية للعلوم .

## التعليم
تعلم في جامعة مينيسوتا، وكلية كارلتون

## جوائز
حصل على جوائز منها:
- زمالة غوغنهايم.